# Lyriothemis
Lyriothemis – rodzaj ważek z rodziny ważkowatych (Libellulidae).

## Podział systematyczny
Do rodzaju należą następujące gatunki:
- Lyriothemis abrahami Sadasivan, Jose, Nair & Palot, 2025
- Lyriothemis acigastra (Selys, 1878)
- Lyriothemis biappendiculata (Selys, 1878)
- Lyriothemis bivittata (Rambur, 1842)
- Lyriothemis cleis Brauer, 1868
- Lyriothemis defonsekai van der Poorten, 2009
- Lyriothemis elegantissima Selys, 1883
- Lyriothemis eurydice Ris, 1909
- Lyriothemis flava Oguma, 1915
- Lyriothemis hirundo Ris, 1913
- Lyriothemis kameliyae Kompier, 2017
- Lyriothemis latro Needham & Gyger, 1937
- Lyriothemis lucifera Seehausen & Dawn, 2024
- Lyriothemis magnificata (Selys, 1878)
- Lyriothemis meyeri (Selys, 1878)
- Lyriothemis mortoni Ris, 1919
- Lyriothemis pachygastra (Selys, 1878)
- Lyriothemis pallidistigma Kompier, Holden & Makbun, 2021
- Lyriothemis salva Ris, 1927